# رنه فاله
رنه فاله (به فرانسوی: René Fallet) رمان‌نویس و فیلم‌نامه‌نویس قرن بیستم میلادی اهل فرانسه بود.